# Deutsche Fechtmeisterschaften 2013
Bei den Deutschen Fechtmeisterschaften 2013 wurden Einzel- und Mannschaftswettbewerbe im Fechtsport im Olympiastützpunkt Tauberbischofsheim sowie in Leipzig ausgetragen. Die Meisterschaften wurden vom Deutschen Fechter-Bund organisiert.
Im Herrenflorett holte sich Peter Joppich seinen fünften Einzeltitel, im Säbel gewann Benedikt Wagner seinen ersten, und im Degen gewann Christoph Kneip nach 2011 zum zweiten Mal nach starkem Kampf gegen den Vorjahressieger Jörg Fiedler. Bei den Damen gewann im Florett Carolin Golubytskyi ihren vierten Einzeltitel, Stefanie Kubissa im Säbel ebenfalls und Ricarda Multerer zum zweiten Mal.

## Florett
Die Deutschen Samsung Meisterschaften 2013 fanden vom 20. bis 21. April 2013 in Tauberbischofsheim statt. Am 20. April wurden die Einzelwettbewerbe ausgefochten, am 21. April die Mannschaftswettbewerbe.

### Herrenflorett
| Platz | Sportler           | Verein                |
| ----- | ------------------ | --------------------- |
| 1     | Peter Joppich      | CTG Koblenz           |
| 2     | Sebastian Bachmann | FC Tauberbischofsheim |
| 3     | Johann Gustinelli  | FC Tauberbischofsheim |
| 3     | Marius Braun       | OFC Bonn              |

### Herrenflorett (Mannschaft)
| Platz | Verein                | Sportler                                                          |
| ----- | --------------------- | ----------------------------------------------------------------- |
| 1     | FC Tauberbischofsheim | Sebastian Bachmann Andrej Raisch Johann Gustinelli Niklas Uftring |
| 2     | OFC Bonn              | Marius Braun Moritz Kröplin Frederic Fark André Sanita            |
| 3     | TB Burgsteinfurt      | Stefan Lomberg Klas-Moritz Kossel Björn Erik Weiner Marius Hülsey |

### Damenflorett
| Platz | Sportler            | Verein                |
| ----- | ------------------- | --------------------- |
| 1     | Carolin Golubytskyi | FC Tauberbischofsheim |
| 2     | Katja Wächter       | FC Tauberbischofsheim |
| 3     | Martina Zacke       | SC Berlin             |
| 3     | Sandra Bingenheimer | FC Tauberbischofsheim |

### Damenflorett (Mannschaft)
| Platz | Verein                | Sportler                                                      |
| ----- | --------------------- | ------------------------------------------------------------- |
| 1     | FC Tauberbischofsheim | Carolin Golubytskyi Sandra Bingenheimer Anne Sauer Eva Hampel |
| 2     | OFC Bonn              | Franziska Schmitz Charlotte Krause Valentina Moor Julia Braun |
| 3     | SC Berlin             | Martina Zacke Kim Kirschen Jessica Kinzel Neele Warsow        |

## Säbel
Die Deutschen Einzel- und Mannschaftsmeisterschaften 2013 wurden am 11. (Einzel) und 12. Mai (Mannschaft) in Tauberbischofsheim ausgefochten.

### Herrensäbel
| Platz | Sportler           | Verein             |
| ----- | ------------------ | ------------------ |
| 1     | Benedikt Wagner    | TSV Bayer Dormagen |
| 2     | Matyas Szabo       | TSV Bayer Dormagen |
| 3     | Richard Hübers     | TSV Bayer Dormagen |
| 3     | Maximilian Kindler | TSG Eislingen      |

### Herrensäbel (Mannschaft)
| Platz | Verein                | Sportler                                                        |
| ----- | --------------------- | --------------------------------------------------------------- |
| 1     | TSV Bayer Dormagen    | Matyas Szabo Richard Hübers Benedikt Wagner Sebastian Schrödter |
| 2     | FC Tauberbischofsheim | Björn Hübner Johannes Klebes Andreas Falb Nils-Ole Paul         |
| 3     | TSG Eislingen         | Florian Lehnert Maximilian Kindler Thomas Görzen Bastian Latzko |

### Damensäbel
| Platz | Sportler          | Verein                  |
| ----- | ----------------- | ----------------------- |
| 1     | Stefanie Kubissa  | TSV Bayer Dormagen      |
| 2     | Alexandra Bujdosó | Königsbacher SC Koblenz |
| 3     | Sibylle Klemm     | TSV Bayer Dormagen      |
| 3     | Davina Hirzmann   | TSV Bayer Dormagen      |

### Damensäbel (Mannschaft)
| Platz | Verein                  | Sportler                                                           |
| ----- | ----------------------- | ------------------------------------------------------------------ |
| 1     | TSV Bayer Dormagen      | Sibylle Klemm Davina Hirzmann Stefanie Kubissa Léa Krüger          |
| 2     | TSG Eislingen           | Julia Pressmar Ann-Sophie Kindler Valentina Volkmann Melis Ercetin |
| 3     | Königsbacher SC Koblenz | Alexandra Bujdoso Marie Görg Julia Barth Regina Humm               |

## Degen
Die Deutschen Einzel- und Mannschaftsmeisterschaften 2013 wurden vom 1. bis 2. Juni 2013 in Leipzig ausgetragen (Einzel am Samstag, Mannschaft am Sonntag).

### Herrendegen
| Platz | Sportler        | Verein                  |
| ----- | --------------- | ----------------------- |
| 1     | Christoph Kneip | TSV Bayer 04 Leverkusen |
| 2     | Jörg Fiedler    | FC Leipzig              |
| 3     | Constantin Böhm | Heidenheimer SB         |
| 3     | Sven Gierisch   | FC Tauberbischofsheim   |

### Herrendegen (Mannschaft)
| Platz | Verein                | Sportler                                                      |
| ----- | --------------------- | ------------------------------------------------------------- |
| 1     | FC Leipzig            | Jörg Fiedler Steffen Launer Rudolf Haller Peter Meyer         |
| 2     | Heidenheimer SB       | Niklas Multerer Stephan Rein Constantin Böhm Thomas Markovics |
| 3     | FC Tauberbischofsheim | Richard Schmidt Rouven Ackermann Erwin Kerekes Martin Schmitt |

### Damendegen
| Platz | Sportler           | Verein                  |
| ----- | ------------------ | ----------------------- |
| 1     | Ricarda Multerer   | Heidenheimer SB         |
| 2     | Sina Dostert       | OFC Bonn                |
| 3     | Marijana Marković  | TSV Bayer 04 Leverkusen |
| 3     | Stephanie Suhrbier | OFC Bonn                |

### Damendegen (Mannschaft)
| Platz | Verein          | Sportler                                                      |
| ----- | --------------- | ------------------------------------------------------------- |
| 1     | FC Offenbach    | Nadine Stahlberg Florina Plachta Abigail Stech Laura Kieslich |
| 2     | Heidenheimer SB | Ricarda Multerer Anja Schünke Anna Hornischer Alexandra Ehler |
| 3     | OFC Bonn        | Imke Duplitzer Stephanie Suhrbier Sina Dostert Janna Reimer   |